# Handball Club Vaslui
L'Handball Club Vaslui è una squadra di pallamano maschile rumena, con sede a Vaslui.

È stata fondata nel 1974.